# Азовцев, Иван Никитович
Иван Никитович Азовцев — советский хозяйственный, государственный и политический деятель, Герой Социалистического Труда.

## Биография
Родился в 1904 году в селе Успенка. Член КПСС с 1930 года.
С 1920 года — на хозяйственной, общественной и политической работе. В 1920—1960 гг. — в сельском хозяйстве и на рыбных промыслах, старшина пулемётной роты 171-го стрелкового полка Красной Армии, председатель Саломатинского и Сергиевского сельсоветов Камышинского района, на Сталинградском тракторном заводе, заместитель директора по политчасти Бородичевской машинно-тракторной станции (МТС) Неткачевского района, заместитель заведующего сельхозотделом Сталинградского обкома партии, секретарь Быковского райкома партии, участник Великой Отечественной войны, секретарь районного комитета ВКП(б) Ново-Анненского района Сталинградской области, инструктор отдела партийных, профсоюзных и комсомольских органов ЦК КПСС, первый секретарь Камышинского горкома КПСС.
Указом Президиума Верховного Совета СССР от 15 февраля 1948 года присвоено звание Героя Социалистического Труда с вручением ордена Ленина и золотой медали «Серп и Молот».
Умер в Волгограде в 1985 году.